# Рытвины Камфора
Рытвины Камфора (англ. Camphor Sulcus) — рытвины (рельеф из чередующихся борозд и кряжей) на поверхности спутника Сатурна — Энцелада.

## География и геология
Примерные координаты объекта — 70°47′ ю. ш. 149°24′ з. д. / 70,78° ю. ш. 149,4° з. д.. Максимальный размер структуры составляет 77 км. Глубина разлома оценивается 500 метров, а ширина — 2 км. Высота окружающих стенок составляет примерно 100 метров, а ширина 2−4 км. Рытвины Камфора находятся в южной полярной области Энцелада, ответвляется от рытвин Александрия, которая является одной из четырёх «тигровых полос» Энцелада. 

## Эпоним
Названы в честь Камфорных островов, фигурирующих в сборнике арабских сказок «Тысяча и одна ночь». Официальное название было утверждено Международным астрономическим союзом в 2006 году.